# Jean Doisy
Jean Doisy (* 10. Januar 1900 in Jodoigne, Belgien; † 6. Oktober 1955) ist das Pseudonym von Jean-Georges Evrard. Er war belgischer Schriftsteller, Comicautor und der Urheber der Figur Fantasio.

## Biographie
Er begann seine Karriere beim Verlag Éditions Dupuis mit der Publikation von Romanen in der Reihe collection Azur.
Er war Chefredakteur des Magazins Spirou von 1938 bis 1955; sein Nachfolger wurde Yvan Delporte. Er betreute verschiedene Rubriken, unter anderem die Leserbriefe.
In diesem Zusammenhang benutzte er das Pseudonym Fantasio, der zum ersten Mal von Jijé im Jahr 1942 gezeichnet wurde (Ausgabe Nr. 11, Journal de Spirou.) Auf Bitten von Doisy nahm Jijé die Figur in das Personal der Spirou-Abenteuer auf.
Im August 1938 erfand Jean Doisy den „Club des Amis De Spirou“ (A.D.S.) - den Leserfanclub der „Freunde von Spirou“. Die Mitglieder verpflichten sich zu einem Ehrencodex, der Werte wie Offenherzigkeit, Aufrichtigkeit, Diszipliniertheit, den Glauben an Gott und Patriotismus umfasste.
Des Weiteren entwickelte er mit Jijé die Figur des Detektivs Jean Valhardi.
Er liegt in Auderghem begraben.